# Monacanthus chinensis
Espèce
Synonymes
- Balistes chinensis Osbeck, 1765
- Balistes granulosus Gronow, 1854
- Balistes mylii Bory de Saint-Vincent, 1822
- Monacanthus cantoris Bleeker, 1852
- Monacanthus macrolepis Fraser-Brunner, 1941[2]

Monacanthus chinensis est une espèce d'actinopterygien de la famille des Monacanthidae. Ce poisson est originaire de l'ouest de l'océan Pacifique et de l'est de l'océan Indien, où il vit à proximité de récifs et de sédiments mous dans des eaux peu profondes. Il mesure jusqu'à 40 cm de longueur.

## Description
Monacanthus chinensis mesure jusqu'à 40 cm de longueur. Ce poisson comprimé sur ses flancs est reconnaissable à son museau retroussé et pointu, à l'extension filamenteuse de la nageoire caudale, et à l'imposant fanon gulaire présent sous le corps. La nageoire dorsale la plus en avant prend la forme d'une crête érectile ; une crête similaire mais de taille inférieure est disposée juste derrière. La nageoire dorsale située à l'arrière du corps compte 28 à 34 rayons souples, la nageoire anale en a entre 27 et 34. La couleur change selon l'environnement : les tons sont sombres quand le poisson nage au-dessus d'un banc de moules, plus clairs au-dessus d'un fond sableux. Cependant, d'irrégulières tâches et stries sombres sont visibles dans tous les cas,.

## Répartition et habitat
Monacanthus chinensis est originaire du bassin Indo-Pacifique : l'espèce est présente des eaux malaisiennes et du sud du Japon, jusqu'aux côtes du nord et de l'est de l'Australie, en passant par l'Indonésie et les Samoa. Ce poisson démersal qui vit jusqu'à une profondeur d'environ 50 m se rencontre dans les estuaires, les côtes rocheuses tapissées d'algues ainsi que sur des fonds vaseux ou limoneux. Il habite des herbiers marins et des récifs situés au large ou à proximité des côtes.

## Écologie

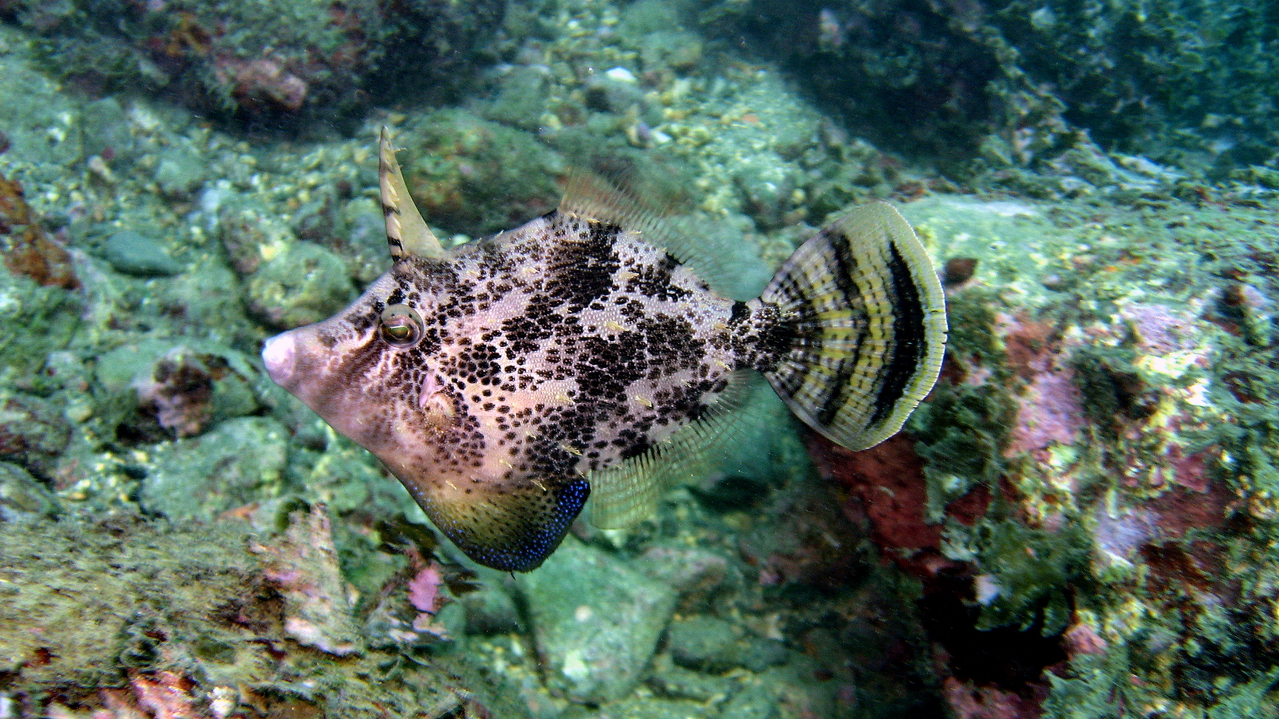
Un spécimen près des côtes septentrionales de Taïwan.

Monacanthus chinensis est diurne et omnivore : il semble repérer sa nourriture à vue. Son régime est composé d'algues et de plantes des herbiers mais il se nourrit aussi de petits invertébrés : amphipodes, crevettes, copépodes, Tanaidacea, ectoproctes, hydrozoaires, polychètes et tuniciers. Même si le poisson semble mal digérer les algues, de nombreux composés carbones sont assimilés lors du processus de digestion. Le régime alimentaire de l'espèce repose à environ 40% sur des matières animales : l'espèce est très dépendante des algues épiphytes et des organismes incrustés présent au sein des herbiers marins.